# Dasychira fulgetra
Dasychira fulgetra är en fjärilsart som beskrevs av Candeze 1927. Dasychira fulgetra ingår i släktet Dasychira och familjen tofsspinnare. Inga underarter finns listade i Catalogue of Life.